# 인텔샛
인텔셋(Intelsat, S.A.)은 세계에서 가장 큰 상업 통신위성 서비스 공급자이다. 초기에는 국제 무선통신 위성 기구라는 정부간 컨소시엄에서 시작하였고, 2001년 민영화되었다. 2007년 기준으로, 인텔셋은 51개의 동작하는 통신위성을 갖추었다. 2007년 6월에, BC 파트너에서 76%의 인텔셋 주식을 3억 75백만 유로에 인수하였다.

## 역사

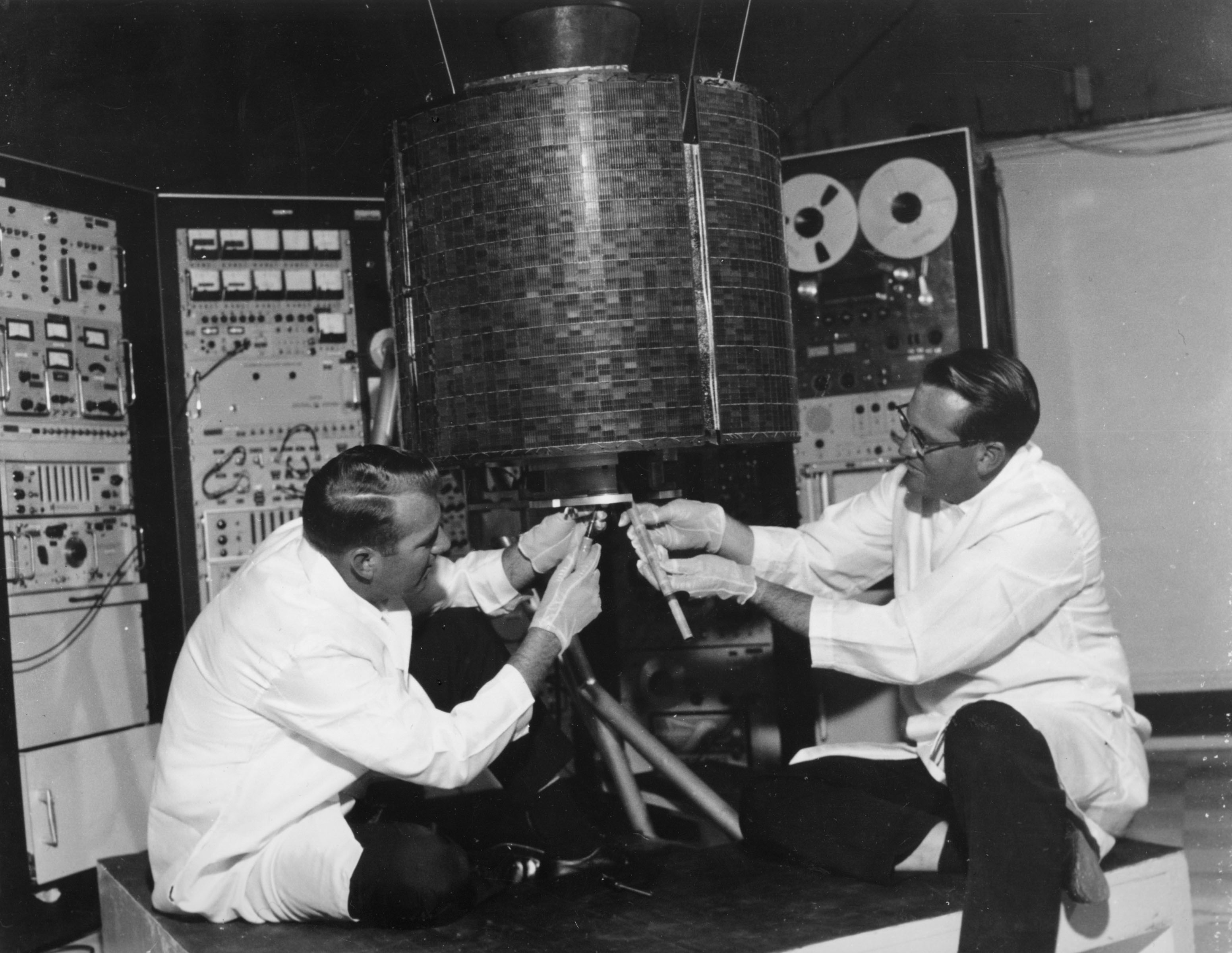
인텔셋 1호, Early Bird

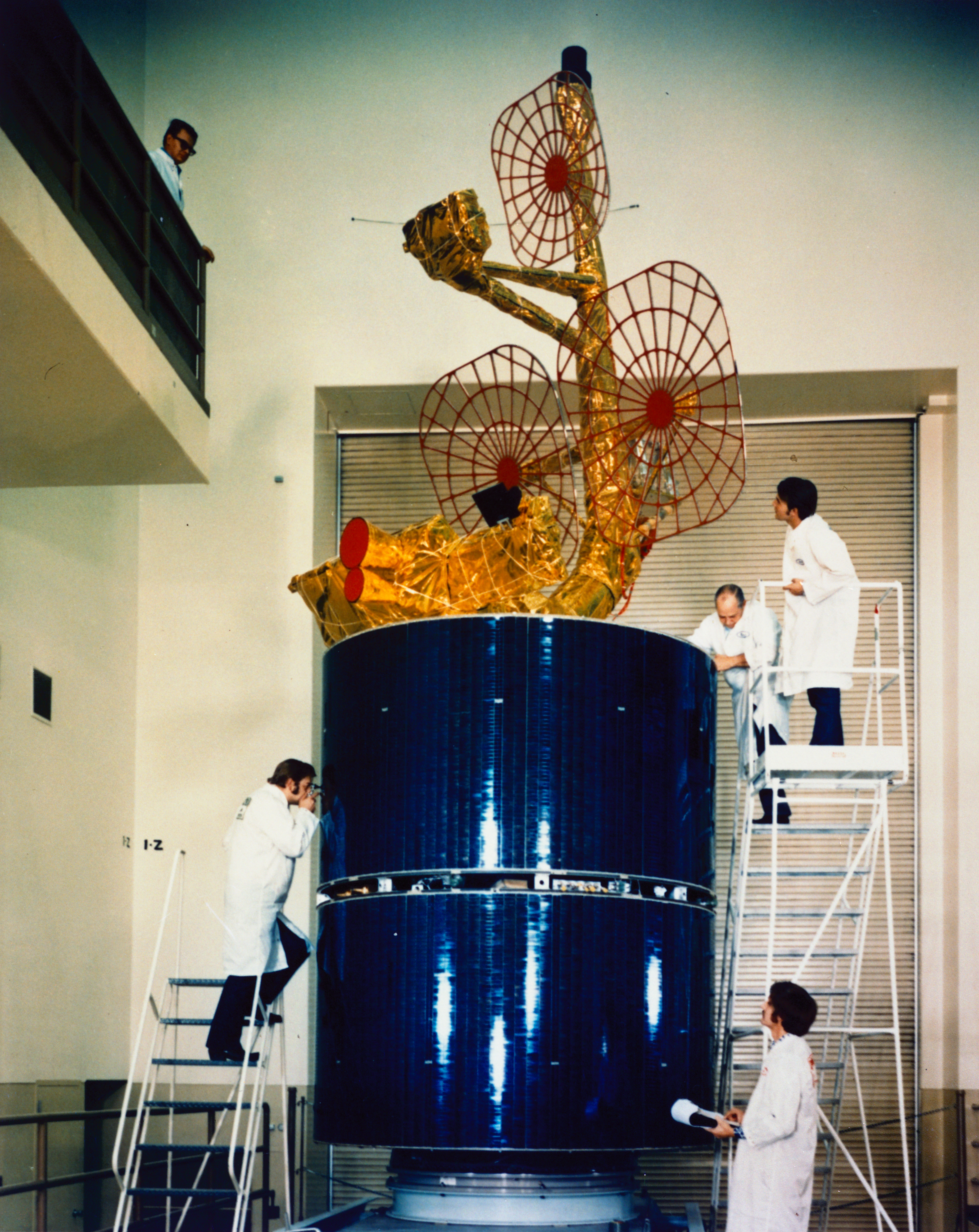
인텔셋 IVA 인공위성

이 컨소시엄은 1964년 8월 20일날, 11개의 국가로 시작되었다. 1965년 4월 6일에 인텔셋은 최초의 인텔셋 인공위성을 쏘아올렸다. 인텔샛 1호(별명 : Early Bird)는 델타 D로켓에 의해, 대서양위의 정지궤도에 올려졌다.
인텔셋 네트워크는 초창기엔 지금과 다르게 튼튼하지 않았다. 1969년 대서양 위성이 고장났을때, 아폴로 11호 미션이 위협받기도 하였다 NASA에서는 응급 방책으로 해저 전화 케이블을 이용하여, 아폴로 11호와 통신하였다. 다행히, 아폴로 11호가 달착륙을 하였을때, 달은 태평양 상공위에 있었고 또한 다른 안테나가 사용가능한 상태였기 때문에, 태평양 정지궤도에 떠 있던 인텔셋 3호의 안테나를 이용할 수 있었다.
현재, 수많은 인텔셋 위성들은 해양 광케이블이 끊어진 경우라든가, 한 인공위성이 고장날때 빠르게 그 인공위성의 역할을 맡아서 하고 있다.

## 같이 보기
- 유텔샛
- 인마샛
- 인터스푸트니크
- SES (기업)

## 참고
1. ↑  
“BC Partners Wins Control Of Satellite Group Intelsat”. SpaceDaily.
2. ↑  Donald E. Kimberlin (1994년 6월 1일). “Camelot on the Moon”. 2006년 9월 22일에 확인함.
3. ↑  “On Eagle's Wings: The Parkes Observatory's Support of the Apollo 11 Mission (PDF)” (PDF). Astronomical Society of Australia. 2001년 7월 1일. 2007년 8월 10일에 원본 문서 (PDF)에서 보존된 문서. 2006년 9월 22일에 확인함.